# Roppen
Roppen is een gemeente in het district Imst van de Oostenrijkse deelstaat Tirol.
Roppen ligt in het Oberinntal, aan de Inn, precies halverwege de ingangen naar het Ötztal en het Pitztal. Het omvat de woonkernen Hohenegg, Waldele, Mühle, Obbrugg, Lehne, Mairhof, Oberängern, Neufeldsiedlung, Löckpuit, Wolfausiedlung, Innkniesiedlung, Ötzbruck, Trankhütte, Roppen en Unterfeld.
De Roppener Straße (L242) sluit het dorp aan op de Tiroler Straße (B171). De Beierse gemeente Forchheim is partnergemeente van Roppen.

## Geschiedenis
De naam Roppen is afkomstig van het Latijnse woord rupes, dat rots betekent. Het landschap rondom Roppen is ongeveer 3000 jaar geleden gevormd doordat een rotslawine rotsgesteente tot in het dalbekken bracht. In dezelfde tijd vestigden zich de eerste mensen in het dorp. In de Romeinse tijd is er reeds sprake van een echt dorp. In 1260 wordt
Roppen voor het eerst vermeld, onder de naam Roupen. Op dat moment had het geslacht Starkenberg de zeggenschap over het gebied. In de Middeleeuwen werd er lood, zilver en zink gewonnen in de mijnbouw op de Tschirgant.